# Армійська група «Лігурія»
Армійська група «Лігурія» (нім. Armeegruppe Ligurien), також Армія «Лігурія» (нім. Armee Ligurien) — армійська група (армія), оперативно-стратегічне угруповання Вермахту на Середземноморському ТВД у ході Італійської кампанії за часів Другої світової війни.

## Історія
Армія «Лігурія» була утворена 31 липня 1944 шляхом перейменування армійської групи фон Цангена. До складу армійської групи увійшли німецько-італійські війська, на які було покладене завдання оборони західного флангу групи армій «С», у тому числі забезпечення берегової оборони від району Ла-Спеція в північно-західному напрямку повз Генуї до франко-італійського кордону. З 30 жовтня 1944 по 11 лютого 1945 формування мало назву армійська група «Лігурія» з підпорядкуванням ній 14-ї польової армії з низкою інших формувань. З 11 лютого 1945 угрупованню було повернене попереднє найменування армія «Лігурія», яка вела бойові дії на італійському театрі дій майже до кінця війни й капітулювала військам союзників 2 травня 1945.

## Райони бойових дій
- Італія (31 липня 1944 — 2 травня 1945)

## Командування

### Командувачі
- Маршал Італії Родольфо Граціані (італ. Rodolfo Graziani) (31 липня 1944 — 2 травня 1945);

## Бойовий склад армійської групи «Лігурія»
Формування управління, забезпечення та підтримки
- 187-ме артилерійське командування (Arko 187),
- 487-й корпусний батальйон зв'язку (Korps-Nachrichten-Abteilung 487);

- 75-й армійський корпус (LXXV. Armeekorps);
- Корпус «Ліеб» (Korps Lieb);
- 232-га піхотна дивізія (232. Infanterie-Division);
- 90-та панцергренадерська дивізія (90. Panzergrenadier-Division);
- 909-й батальйон фельджандармерії (Feldgendarmerie-Abteilung 909);
- 910-й батальйон фельджандармерії (Feldgendarmerie-Abteilung 910);
- 911-й батальйон фельджандармерії (Feldgendarmerie-Abteilung 911);
- 969-й батальйон фельджандармерії (Feldgendarmerie-Abteilung 969);
- управління пропаганди «Лігурія» (Propaganda-Einsatzführer Ligurien).

- 75-й армійський корпус;
- Корпус «Ломбардія» (Korps Lombardia);
- 148-ма піхотна дивізія (148. Infanterie-Division);
- гренадерська бригада Ваффен-СС (Waffen-Grenadier Brigade der SS (Ital. Nr. 1));
- частини [[Панцергренадерська дивізія «Брандербург»|панцергренадерської дивізії «Брандербург»]] (Panzergrenadier-Division Brandenburg).

- 14-та армія (14. Armee);
- 75-й армійський корпус;
- 51-й гірський корпус (LI. Gebirgs-Korps);
- Корпус «Ломбардія»;
- гренадерська бригада Ваффен-СС;
- 162-га тюркська піхотна дивізія (162. (Turk.) Infanterie-Division).

- 14-та армія;
- 75-й армійський корпус;
- 162-га тюркська піхотна дивізія.

- 75-й армійський корпус;
- Корпус «Ломбардія».

- 75-й армійський корпус;
- Корпус «Ломбардія».